# Comitato Olimpico Libanese
Il Comitato Olimpico Libanese (noto anche come اللجنة الاولمبية اللبناني in arabo) è un'organizzazione sportiva libanese, nata nel 1947 a Beirut, Libano.
Rappresenta questa nazione presso il Comitato Olimpico Internazionale (CIO) dal 1948 ed ha lo scopo di curare l'organizzazione ed il potenziamento dello sport in Libano e, in particolare, la preparazione degli atleti libanesi, per consentire loro la partecipazione ai Giochi olimpici. L'associazione è, inoltre, membro del Consiglio Olimpico d'Asia.